# Dicranota nooksackensis
Dicranota nooksackensis är en tvåvingeart. Dicranota nooksackensis ingår i släktet Dicranota och familjen hårögonharkrankar.

## Underarter
Arten delas in i följande underarter:
- D. n. brevispinosa
- D. n. nooksackensis